# (17779) Migomueller
(17779) Migomueller est un astéroïde de la ceinture principale.

## Description
(17779) Migomueller est un astéroïde de la ceinture principale. Il fut découvert le 26 mars 1998 à Caussols par le projet ODAS. Il présente une orbite caractérisée par un demi-grand axe de 2,91 UA, une excentricité de 0,06 et une inclinaison de 1,1° par rapport à l'écliptique.
Il porte le nom du physicien allemand Michael ("Migo") Mueller (né 1974) qui a fait avancer la connaissance des propriétés thermiques des planètes mineures.

## Compléments